# Giovanni Conti (velista)
Giovanni Conti (25 settembre 1960) è un ex velista sammarinese.

## Biografia
Nato nel 1960, a 27 anni ha partecipato ai Giochi olimpici di Seul 1988, nel Division II, concludendo 42º con 322 punti, 270 con le penalità applicate.